# Henry Williamson

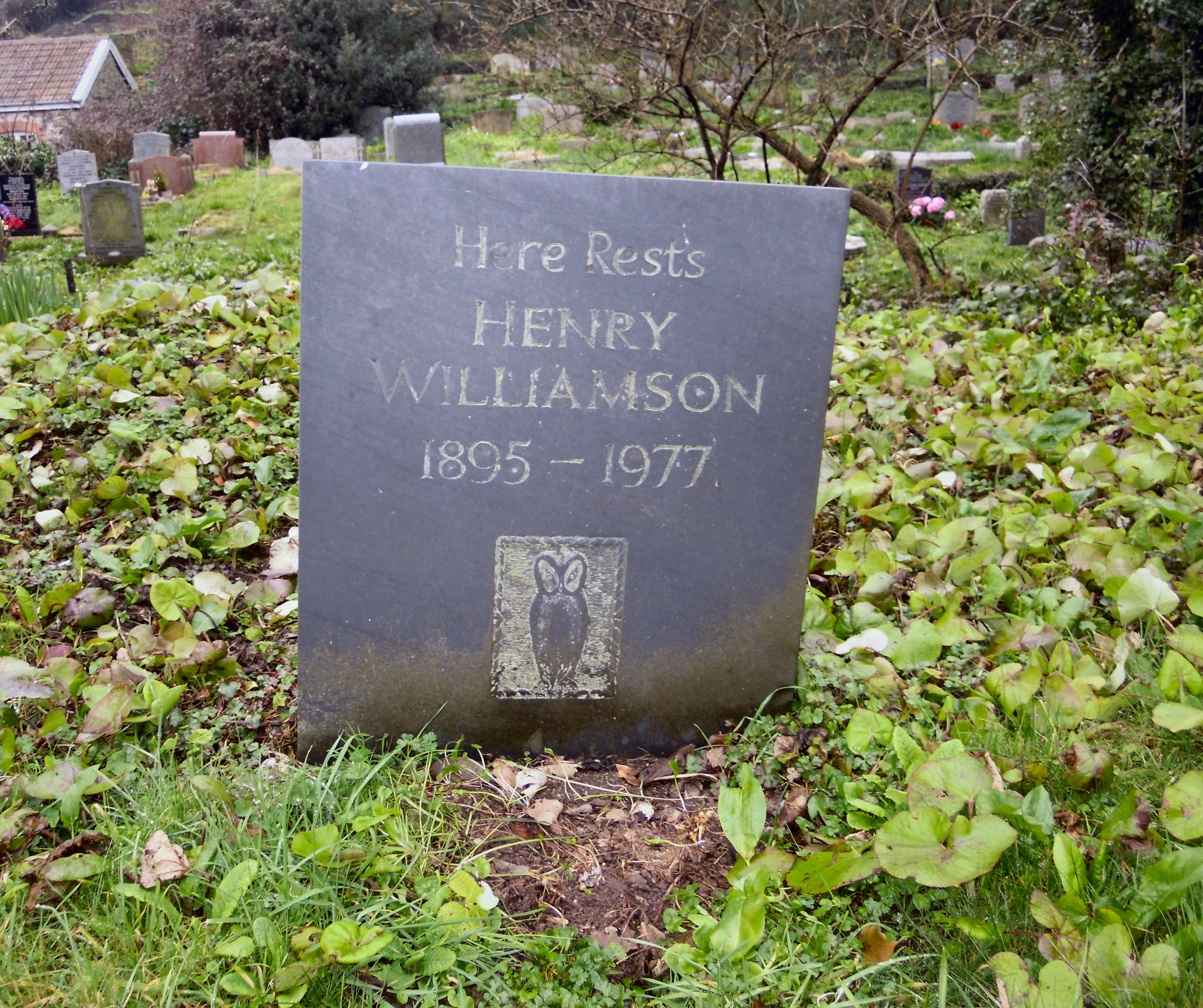
Grób Henry'ego Williamsona na cmentarzu kościoła św. Jerzego w Georgeham w Devon

Henry Williamson (ur. 1 grudnia 1895 w Londynie, zm. 13 sierpnia 1977) – angielski pisarz, piszący powieści przyrodnicze i społeczne. 
Urodził się i wychował w południowo-wschodnim Londynie. Podczas I wojny światowej wstąpił do armii i został wcielony do Bedfordshire Regiment. Swe wojenne przeżycia opisał w książkach The Wet Flanders Plain (1929) i The Patriot's Progress (1930). W 1927 wydał swą najpopularniejszą książkę Tarka The Otter, uhonorowaną nagrodą Hawthornden Prize.
W 1935 odwiedził kongres NSDAP w Norymberdze i przeżył fascynację ruchem Hitlerjugend. Po wybuchu wojny zatrzymany za faszystowskie poglądy, ale po tygodniu został zwolniony. Po wojnie zamieszkał w hrabstwie Devon.